# Monastero di Baouit
Il monastero di Baouit (o di Bawit) fu un monastero copto egiziano, eretto in una località presso l'attuale città di Kom Isfahat, nel Governatorato di Asyut.
Si trattava di un monastero doppio, fondato dall'apa (o abba, o anba), cioè "padre" Apollo (Apollonius, poi Apollon) nel periodo fra il 385 ed il 390, che scrisse per i suoi monaci una regola concisa. L'autore di De Vitis Patrum ci fa sapere che la partecipazione alla Santa Messa e la comunione erano pratica quotidiana e che l'Ufficio divino era cantato in comune.
I secoli VI e VII furono un periodo di prosperità per questo monastero doppio, che accoglieva allora una comunità femminile sotto il patronato di santa Rachele. Dopo l'espansione islamica il monastero decadde e fu abbandonato verso il X secolo.
Alcuni scavi archeologici francesi furono condotti all'inizio del XX secolo ma vennero interrotti per motivi vari nel 1913: ad essi è dovuto il ritrovamento della bella collezione della salle Baouit nel museo del Louvre. Allora furono scoperte due chiese nel complesso monastico, denominate semplicemente chiesa Nord e chiesa Sud, che furono in parte ricostruite dagli archeologi. Nel 1976 scavi condotti da privati scoprirono belle vestigia, allestite poi nel Museo copto del Cairo (affreschi in particolare).